# Spoorlijn Leidschendam aansluiting - Zoetermeer

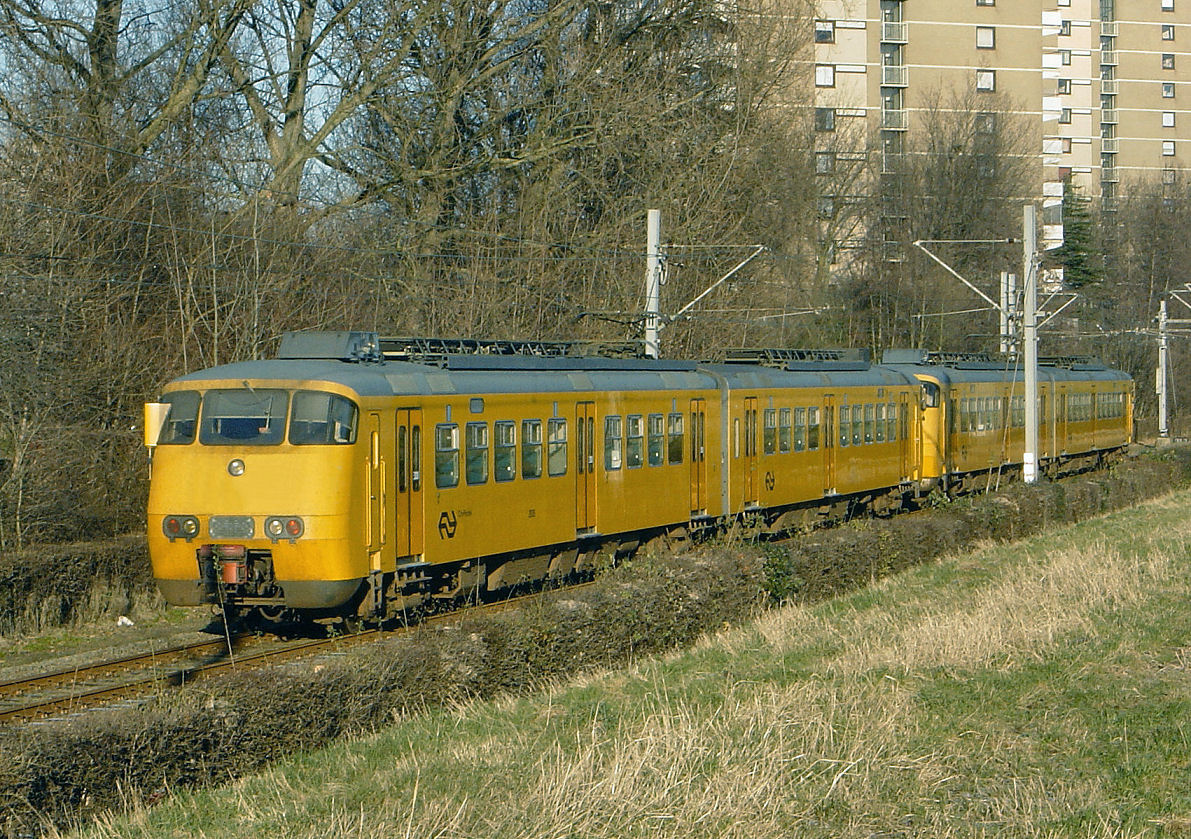
Citypendel op de Zoetermeer Stadslijn

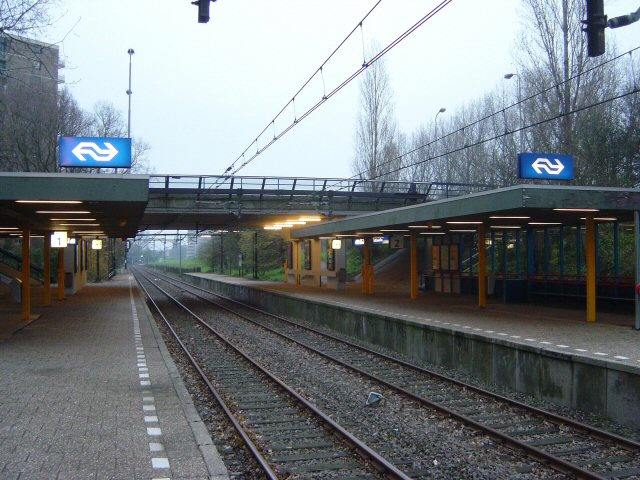
Station Delftsewallen in Zoetermeer in 2003

De Zoetermeer Stadslijn was tot juni 2006 een stadsgewestelijke treinverbinding, geëxploiteerd door de Nederlandse Spoorwegen. De Zoetermeer Stadslijn was uniek in Nederland en was enigszins vergelijkbaar met het S-Bahn (Stadtschnellbahn)-concept in Duitsland (hoewel dit concept verschilt van stad tot stad) en de Réseau express régional (RER), ofwel Regionaal Snelnet, in Parijs.
De Stadslijn was niet de eerste spoorlijn in Zoetermeer. Al sinds 1873 heeft Zoetermeer een station aan de spoorlijn Gouda - Den Haag. Dit station heette Zoetermeer - Zegwaard, later Zoetermeer en tegenwoordig Zoetermeer Oost. Het huidige station Zoetermeer uit 1973 ligt iets meer naar het westen aan dezelfde lijn.
De lijn werd tussen juni en oktober 2006 verbouwd tot sneltramlijn in het kader van RandstadRail. De ingebruikname daarvan ging niet zonder slag of stoot, maar volgde uiteindelijk in oktober 2007.

## NS-spoorlijn

### Geschiedenis
Oorspronkelijk was deze lijn gepland als tramlijn, die bij Leidsenhage zou aansluiten op tramlijn 6. Later besloot men er een spoorlijn van te maken, met aansluiting op de Hofpleinlijn.
Op 9 juni 1972 heeft toenmalig Minister van Verkeer en Waterstaat Dr. Willem Drees jr. het eerste stuk rails gelegd voor een nieuwe spoorlijn, de eerste sinds 1933. In 1974 was er sprake van om deze lijn te verlengen via Den Haag Centraal ondergronds naar Scheveningen. Ook een route via het tramviaduct werd onderzocht. Op 20 mei 1977 werd het eerste gedeelte van deze Zoetermeer Stadslijn door Prins Bernhard geopend. De officiële openingstrein werd gereden met de Sprinters 2005 + 2006 + 2007. De daadwerkelijke dienst begon op 22 mei met Den Haag Centraal - Zoetermeer Meerzicht en Den Haag Centraal - Zoetermeer Palenstein. Op 28 mei 1978 werd de spoorlijn vanaf Zoetermeer Palenstein verlengd naar Zoetermeer Seghwaert en op 29 september 1979 werd de ringlijn voltooid door de opening van Zoetermeer Seghwaert - Zoetermeer Meerzicht. Alvorens de ombouw naar RandstadRail werd op 3 juni 2006 de treindienst op de Zoetermeerlijn opgeheven.

### Stations
- Buytenwegh
- Centrum-West
- De Leyens
- Delftsewallen
- Dorp
- Driemanspolder
- Leidsewallen
- Meerzicht
- Palenstein
- Seghwaert
- Stadhuis
- Voorweg

### Dienstregeling tot 3 juni 2006
De treinen van de Zoetermeer Stadslijn werden de eerste jaren gesplitst op station Centrum West, waarna één deel linksom ging en één deel rechtsom. Na terugkomst op Centrum West reden de twee delen weer gecombineerd naar Den Haag. Door de grote storingsgevoeligheid is men hier al snel van afgestapt - meerdere malen zijn er sprinters op het zijspoor gezet (richting Dorp) om de koppeling los te laten branden - en werden de aparte "linksom" en "rechtsom" treinen ingesteld.
Deze spoordienst begon in Den Haag Centraal, volgde de Hofpleinlijn en takte na de huidige RandstadRail-halte Leidschenveen af richting Zoetermeer. Vanaf station Centrum West, het belangrijkste (overstap)knooppunt van Zoetermeer, gingen treinen beurtelings linksom (buitenste spoor) of rechtsom (binnenste spoor) door Zoetermeer, om weer terug te keren bij Centrum West, waarna de treinen weer terugreden naar Den Haag Centraal.
De eerste jaren is er door een tekort aan sprinters een aantal keer met Mat '64 gereden, die was gemodificeerd om door de tunnel te kunnen bij Leidschenveen. Deze tunnel is dusdanig laag dat de pantograaf ver ingeduwd wordt, en origineel Mat '64 was hier niet voor geschikt.
Er reden alleen stoptreinen, alle treinen stopten op alle stations van de Stadslijn. Vanaf het begin reden alleen tweedelige Sprinters op deze lijn. Dit type trein heeft een hoge optrek- en afremcapaciteit, en is dus bijzonder geschikt voor de kleine halteafstanden op de Stadslijn (gemiddeld 1,5 km). De Zoetermeerders spraken meestal van "de Sprinter", bijvoorbeeld "Ik ben met de Sprinter gekomen".
"De Sprinter" heeft altijd zonder conducteur gereden, behalve in de spits. De machinist hield (net zoals een trambestuurder dat doet), via een achteruitkijkspiegel zelf het in- en uitstappen van de reizigers in de gaten en gaf zelf het vertreksein door middel van een elektronisch fluitsignaal via de omroepinstallatie. In de spits is er een tijd lang met 3 gekoppelde sprinters gereden waarbij in het achterste stel een conducteur aanwezig was om door de bocht heen te kunnen kijken en de machinist een veilig vertreksignaal kon geven. Meerdere stations in Zoetermeer zijn namelijk in een bocht gebouwd, en de machinist kon niet met de spiegel door de bocht heen kijken. Mede door het ontbreken van regelmatige controle op de trein kreeg de lijn al snel een slechte naam door zwartrijden, overlast en vandalisme. Gemiddeld werden er op de Zoetermeer Stadslijn 1872 processen-verbaal per maand uitgeschreven. De NS zette van tijd tot tijd controleurs in op de lijn (dit waren geen conducteurs) die vaak niet de sympathie van de reizigers hadden. In de jaren 90 zijn op sommige stations beveiligingscamera's geplaatst.
De eerste serie Sprinters had geen toilet en geen doorloop tussen de bakken. Wel hadden deze treinstellen zoals alle treinen eerste en tweede klas zitplaatsen. Omdat op deze lijn officieel alleen 2e klas bestond, kon men met een 2e klas kaartje legaal in de 1e klas zitten. Later werden de treinen van de Zoetermeerlijn omgebouwd tot Citypendel. Deze treinstellen hadden een interieur met alleen 2e klas, veel klapstoelen en geen binnendeuren, zodat de capaciteit groter was dan die van een normale stoptrein.
In 2006 was de frequentie overdag 2 treinen per uur per richting voor linksom en rechtsom. Tussen Den Haag Centraal en Centrum West reden dus 4 treinen per uur per richting. In de spits (buiten de vakanties) was de frequentie voor het gedeelte Den Haag Centraal - Centrum West 8 treinen per uur per richting, 's ochtends 6 treinen per uur rechtsom en 's avonds 6 treinen per uur linksom. De tegengestelde richting had 2 treinen per uur per richting in de spits.

## RandstadRail
In het kader van RandstadRail is de lijn tijdens de ombouw tot sneltramlijn uitgebreid met een zijtak naar de nieuwe wijk Oosterheem. De trams rijden naar het centrum van Den Haag (tramtunnel) en de zuidwestelijke stadsdelen. Hiermee is de aansluiting op het hoofdspoorwegnet komen vervallen. Voor de wet is de Zoetermeer Stadslijn nu een lokaalspoorweg.

### Ombouw
In de nacht van 2 op 3 juni 2006 werd de NS-treindienst op de Zoetermeer Stadslijn definitief beëindigd. Na een verbouwingsperiode van drie maanden met vervangend busvervoer, zou de lijn volgens de oorspronkelijke planning op 3 september heropend worden. De openstelling werd echter voor onbepaalde tijd uitgesteld.
De Zoetermeer Stadslijn wordt sinds 29 oktober 2006 als tramlijn geëxploiteerd onder de naam RandstadRail door de HTM, die op deze lijn de RegioCitadis inzet. Aanvankelijk reed alleen lijn 4 tussen Den Haag Centrum en Zoetermeer Oosterheem. Deze lijn bedient alleen het gedeelte van de krakeling tussen Voorweg Laag en Seghwaert en rijdt daarna verder naar halte Javalaan in de nieuwbouwwijk Oosterheem. Vanwege diverse ontsporingen die hebben plaatsgevonden bij de haltes Ternoot en Leidschenveen, werd op 29 november 2006 het tramverkeer tussen Den Haag en Zoetermeer stilgelegd. Om de reizigers tijdelijk tegemoet te komen, werden er bussen ingezet die vanaf Den Haag CS naar halte Centrum West en tussenliggende haltes reden.
Op 8 oktober 2007 ging lijn 4 weer rijden naar Zoetermeer, vanaf 27 oktober 2007 ging ook lijn 3 rijden, die de stations op de rest van de krakeling bedient. Hiermee wordt, ruim een jaar later dan oorspronkelijk gepland, weer de hele Zoetermeerlijn bereden.
Nadat de Zoetermeer Stadslijn deel is geworden van de RandstadRail zijn de reizigersaantallen aanzienlijk toegenomen. In maart 2008 maakten dagelijks 27000 reizigers gebruik van deze lijn. Vroeger vervoerde de lijn dagelijks ca. 17000 reizigers. De groei kan mede door de verlenging tot aan Oosterheem verklaard worden.

### Trivia
- In 1980 lanceerde het CDA het plan voor doortrekking van de Zoetermeerlijn via lijn 9-Pompstationsweg-Zwolse straat-Noorderstrand-Boulevard-lijn 11-Station Laan van Nieuw Oost Indië, waardoor een soort ringlijn zou ontstaan.[1]